# Boschi di Guardia dei Lombardi e Andretta
Boschi di Guardia dei Lombardi e Andretta este o arie protejată (arie specială de conservare — SAC, sit de importanță comunitară — SCI) din Italia întinsă pe o suprafață de 2.919 ha, integral pe uscat.

## Localizare
Centrul sitului Boschi di Guardia dei Lombardi e Andretta este situat la coordonatele 40°56′44″N 15°15′16″E / 40.945556°N 15.254444°E.

## Înființare
Situl Boschi di Guardia dei Lombardi e Andretta a fost declarat sit de importanță comunitară în mai 1995 pentru a proteja 17 specii de animale. Situl a fost protejat și ca arie specială de conservare în mai 2019.

## Biodiversitate
Situată în ecoregiunea mediteraneană, aria protejată nu include niciun habitat protejat.
La baza desemnării sitului se află mai multe specii protejate:
- păsări (8): porumbel de scorbură (Columba oenas), prepeliță (Coturnix coturnix), sfrâncioc roșiatic (Lanius collurio), ciocârlie de pădure (Lullula arborea), gaia roșie (Milvus milvus), turturică (Streptopelia turtur), mierlă (Turdus merula), sturzul de vâsc (Turdus viscivorus)
- amfibieni (1): Triturus carnifex
- mamifere (6): liliac cu aripi lungi (Miniopterus schreibersii), liliac cu urechi de șoarece (Myotis blythii), liliac cărămiziu (Myotis emarginatus), liliac comun (Myotis myotis), liliacul mare cu potcoavă (Rhinolophus ferrumequinum), liliacul mic cu potcoavă (Rhinolophus hipposideros)
- nevertebrate (1): croitorul mare al stejarului (Cerambyx cerdo)
- reptile (1): șarpele cu patru dungi (Elaphe quatuorlineata)

Pe lângă speciile protejate, pe teritoriul sitului au mai fost identificate 4 specii de amfibieni, 1 specie de mamifere, 1 specie de nevertebrate, 7 specii de reptile.